# Sequoia (superkomputer)

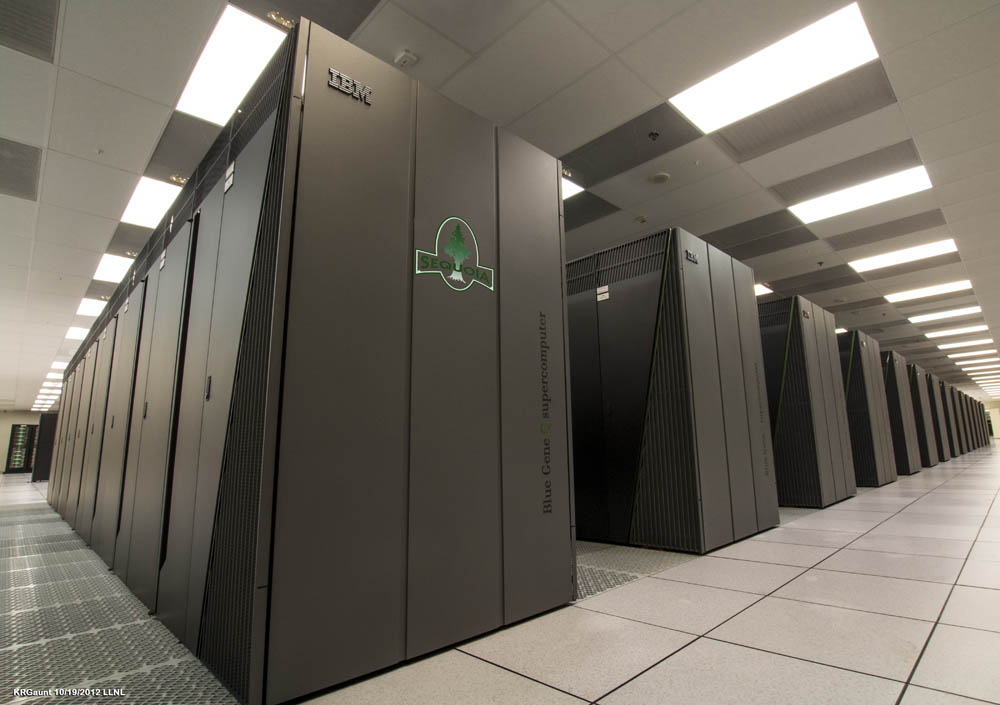
Superkomputer Sequoia w Lawrence Livermore National Laboratory

Sequoia – superkomputer o mocy obliczeniowej  17,17 PFLOPS (wykonujący 17 biliardów operacji zmiennoprzecinkowych na sekundę). Został wyprodukowany przez IBM w 2012 roku i zainstalowany w Lawrence Livermore National Laboratory. Od czerwca do listopada 2012 roku był najszybszym superkomputerem na świecie. W listopadzie 2012 roku został prześcignięty przez superkomputer Titan.

## Architektura
Sequoia jest superkomputerem zbudowanym w architekturze Blue Gene/Q. Zbudowana jest z 96 racków, z których każdy zawiera 1024 osiemnastordzeniowe procesory (do obliczeń wykorzystuje się w tych procesorach 16 rdzeni, jeden służy do kontroli wejścia/wyjścia, a jeden jest w rezerwie). Daje to w sumie 98 304 procesory i 1 572 864 rdzeni. Posiada 1,6 petabajta pamięci operacyjnej i zużywa 7,89 MW mocy.

## Wykorzystanie
Superkomputer został zamówiony w ramach programu Advanced Simulation and Computing Program, wykorzystującego superkomputery do badania procesów starzenia się broni jądrowej. Przeprowadzane na nim symulacje mają umożliwić utrzymanie bezpieczeństwa i skuteczności istniejącej broni jądrowej, min. bomb B61 i W78, bez potrzeby przeprowadzania testów atomowych. Dzięki przeprowadzaniu wielokrotnych symulacji przy niewielkich zmianach warunków początkowych i wykorzystaniu metod statystycznych, ma być możliwe oszacowanie niepewności tych symulacji i przewidzenie przyszłych potencjalnych problemów związanych ze starzeniem się głowic jądrowych.